# Daniel Quinn (aktor)
Daniel Quinn (ur. 19 sierpnia 1956 w Milwaukee, w stanie Wisconsin, zm. 4 lipca 2015) – amerykański aktor telewizyjny, filmowy i teatralny.

## Życiorys
Studiował aktorstwo w Academy of Dramatic Arts w Londynie i Royal Shakespeare Company w Stratford-upon-Avon. Występował na scenie Broadwayu jako Riff w musicalu West Side Story oraz z Lauren Bacall w Kobieta Roku (Woman of the Year) jako Alexi Petrikof, produccji off-broadwayowskiej Na zewnątrz w Ameryce (Out in America) u boku Daryl Hannah i Zaklinacz deszczu (The Rainmaker) z Paulem Sorvino. 
Na dużym ekranie zadebiutował w 1989 w dwóch filmach; dreszczowcu sensacyjnym Kula w łeb (Dead Bang) z Donem Johnsonem i dramacie Taniec wojenny (Dance to Win), gdzie pojawił się także Adrian Paul. Przez dziesięć lat odtwarzał postać Erica Turnera w serialu NBC Słoneczny patrol (Baywatch, 1989-99). Wystąpił także gościnnie w wielu serialach, m.in. Z Archiwum X (The X Files, 1996), Ostry dyżur (ER, 1997) i Żar młodości (The Young and the Restless, 2002).
Zmarł 4 lipca 2015 w wieku 58 lat na atak serca.

## Filmografia

### Filmy kinowe
- 1989: Kula w łeb (Dead Bang) jako James Ellis
- 1989: Taniec wojenny (Dance to Win) jako Francis Picasso
- 1990: Odruch (Impulse) jako Ted Gates
- 1990: Dzikość serca (Wild at Heart) jako Młody kowboj
- 1991: Być dziwką (Whore) jako Brutal
- 1993: Pogranicze prawa (Extreme Justice) jako Bobby Lewis
- 1994: Scanner Cop jako Samuel Staziak
- 1995: Scanner Cop 2: Rewanż (Scanner Cop II) jako Detektyw Samuel Staziak
- 1998: Dług honorowy (Back to Even) jako Russell
- 2000: Little Pieces jako Brad
- 2000: Slice & Dice jako Mike
- 2001: Living in Fear jako Art
- 2002: Project Viper jako Alan
- 2003: Raising Flagg jako Travis Purdy
- 2005: Heads N TailZ jako Rabbit
- 2005: Miracle at Sage Creek jako Seth Keller
- 2010: Mordercza opona (Rubber) jako ojciec
- 2012: Sesje (The Sessions) jako lekarz ratownictwa medycznego

### Filmy TV
- 1990: So Proudly we hail jako Dwayne
- 1991: Conagher jako John McGivern
- 1991: Pościg (The Chase) jako Julian
- 1992: Lady Boss jako Emilio
- 1994: Ostatni żywy bandyta (The Last Outlaw) jako Loomies
- 1994: Amerikanskiy Blyuz jako Franco
- 1995: Anioł zemsty (The Avenging Angel) jako Alpheus Young

### Seriale TV
- 1989: Matlock jako Art Spring
- 1989: Detektyw Hunter (Hunter) jako Billy Joe Powell
- 1989-1999: Słoneczny patrol (Baywatch) jako Jimmy Roché
- 1990: China Beach jako Medyk
- 1994: Renegat (Renegade) jako Gabe Wilson
- 1995: Zaginiony (Vanishing Son) jako Terry Hessling
- 1995-2004: Nowojorscy gliniarze (NYPD Blue) jako Gallagher
- 1996: Z Archiwum X (The X Files) jako porucznik Jack Schaefer
- 1997: Ostry dyżur (ER) jako Casey
- 1999: Gorączka w mieście (L.A. Heat) jako Benjamin Baker
- 2001: Jordan (Crossing Jordan) jako Steven Browning
- 2001: Diagnoza morderstwo (Diagnosis Murder) jako Tako
- 2002: Żar młodości (The Young and the Restless) jako Ralph Hunnicutt
- 2003: Port Charles jako Szeryf Elliot
- 2004: Bez śladu (Without a Trace) jako Lance Carlson
- 2004: Nowojorscy gliniarze (NYPD Blue) jako Carter Dubinsky
- 2005: Detektyw Monk (Monk) jako Raymond Novak
- 2007: Zabójcze umysły jako Bob Kelton